# Roland Pallard
Roland Pallard, né le 7 mai 1921 à Colombes (Hauts-de-Seine) et mort le 24 février 2011 à Toulouse (Haute-Garonne), est un nageur français de nage libre. 

## Biographie
Roland Pallard est licencié aux Dauphins du TOEC. Il est médaillé d'argent du 4 x 200 mètres nage libre aux Championnats d'Europe 1938 à Londres et champion de France du 400 mètres nage libre en 1941.